# Мими Мерцедез
Милена Јанковић (Београд, 23. новембар 1992), позната као Мими Мерцедез, српска је реперка. Једна је од најистакнутијих реперки у Србији и на западном Балкану. Издала је пет студијских албума.

## Биографија
Рођена је 23. новембра 1992. у Београду, док је одрасла у београдском делу по имену Коњарник. Завршила је Трећу београдску гимназију. Изјавила је да се за хип-хоп музику заинтересовала док је била тинејџерка.
Током 2011. објавила је своју прву песму Напуцане свињице, која се нашла на микстејпу Једино што знам (2013), који је самостално издала. Била је део Ђусове песме Мала има каско са његовог албума Апетити ми расту (2012). Изјавила је да је радила као стриптизета како би могла да финансира музичку каријеру.
У фебруару 2015. издала је мини-албум Напаљене уличарке. У августу исте године је издала и свој први студијски албум, Нашминкам се и правим хаос. На албуму се нашла и песма Клеопатра, која је постала мејнстрим хит. Исте године је радила са Миланом Станковићем и Милетом Китићем на песми Гадуре. Наредног августа је објавила још један хит-сингл по имену Не можеш да седиш са нама, који је снимила са Кајом. Године 2018. издала је два студијска албума, Кума и Стара Мими. Следећег фебруара је објавила две дуетске песме са Стојом: Свет се врти око нас и Жена са Балкана. У октобру 2019. издала је четврти студијски албум по имену Мржња, ком је претходио сингл Кучке.
У јулу 2022. први пут је наступила на музичком фестивалу Exit у Новом Саду. У октобру, током свог наступа у Творници културе у Загребу, најавила је свој пети студијски албум. У децембру је била једна од неколико извођача који су наступили у Новом Саду чиме је отворена година овог града као европска престоница културе. У јануару 2023. била је једна од водитељки доделе награда Music Awards Ceremony 2023. у Штарк арени, где је такође извела своју песму Клеопатра. У фебруару је издала свој пети студијски албум, Фрка у свемиру. У фебруару исте године објавила је сингл Tokyo Drift на ком јој се придружио хрватски репер Грше.
У новембру 2024. најављена је као учесница такмичења Песма за Евровизију ’25 са песмом Турбо журка. Освојила је пето место у финалу.

## Дискографија

### Студијски албуми
- Нашминкам се и правим хаос (2015)
- Кума (2018)
- Стара Мими (2018)
- Мржња (2019)
- Фрка у свемиру (2023)

### Мини-албуми
- Напаљене уличарке (2015)
- 2020 (2021)

### Синглови
- Патике за трчање (2016)
- Не можеш да седиш са нама (2016)
- Порно (2016)
- МММ (2016)
- Без сажаљења (2016)
- Само кеш (2017)
- Ти ме дрогираш (2017)
- Та спика (2017)
- Џунгла (2017)
- Турбо журка (2025)

#### Сарадње
- Мала има каско (Ђус и Мими Мерцедез; 2012)
- Паре падају са неба (Мејси, Ђус, Мими Мерцедез, Енис; 2013)
- Курчити се мора (Гудрслав, Јовица Добрица, Гринго, Сахара, Мими Мерцедез; 2013)
- Цео фазон (Гудрослав, Сахара, Рокет, Мими Мерцедез; 2013)
- Братство сестринство (Гудрослав, Мими Мерцедез; 2014)
- Вени, види, вици (Фокс, Мими Мерцедез; 2014)
- Турбо фолк ме је натерао (Поло Чаре, Мими Мерцедез; 2015)
- Гадуре (Милан Станковић, Миле Китић & Мими Мерцедез; 2015)
- Ја бих још (са Жакилом; 2015)
- Не стиди се (са Гудрославом; 2015)
- Диафра Сакхо (са Даки ДБ-ом; 2015)
- Не можеш да седиш са нама (са Кајом; 2016)
- Само кеш (са Римским; 2017)
- Вози (са Санеком; 2018)
- Желим све (Маус Маки и Мими Мерцедез; 2018)
- Жена са Балкана (са Стојом; 2019)
- Свет се врти око нас (са Стојом; 2019)
- К. С. Ј. Г.  (Јанг Дизи, Лацку, Мими Мерцедез; 2019)
- Џунгла (ремикс) (2020)[17]
- Шалу на страну (Јованни, Дизи, Мими Мерцедез; 2020)
- Куме (30 Зона, Мими Мерцедез; 2020)
- Viva Mais (са Там; 2021)
- Ко сте ви (Гудрослав, Мими Мерцедез; 2022)
- Бели веш на 90 (Луди Срби, Мими Мерцедез; 2022)
- Тик так (са Милијем; 2022)
- Дајиве Коми (са Сексијем; 2022)
- Рататата (са Марлон Бруталом; 2022)
- Треси (Биба, Мими Мерцедез; 2022)
- Знам да сам луд и зна то Бог (30 Зона, Мими Мерцедез; 2022)
- Сандра Мељниченко (са Саром Јо; 2023)
- Клан (са Повлом; 2023)
- Бас јак (са Жакилом; 2023)
- Бог и братина (са Фоксом; 2023)
- Патике за трчање (ремикс) (са Венди; 2023)
- Токио дрифт (Грше, Мими Мерцедез; 2024)